# Elof Widmark
Elof Widmark, född den 21 december 1828 i Väskinde socken, Gotlands län, död den 15 september 1882 i Södertälje, var en svensk filosof och ämbetsman.

## Biografi
Widmark blev student vid Uppsala universitet 1848, filosofie magister 1854 och docent i teoretisk filosofi vid Uppsala universitet 1857. Han var lektor i filosofi och svenska språket vid Linköpings högre allmänna läroverk 1859–1878 och tillförordnad rektor där 1865–1870. Widmark blev tillförordnad byråchef i Ecklesiastikdepartementet 1870 samt kansliråd och byråchef 1878. 
Han var ledamot i direktionen över Gymnastiska centralinstitutet 1870–1881 och i direktionen över Folkskolelärarnes Pensionsinrättning från 1878. Widmark blev riddare av Nordstjärneorden 1870. Han rillhörde Sällskapet Idun. Widmark utgav Historisk öfversigt af Fichtes naturrätt och Bibergs critik deraf (1854), Historisk och kritisk öfversigt af Herbarts metaphysik (1857), Om grund och följd. Afhandling, som mod tillstånd af högvördiga domkapitlet i Strengnäs till offentlig granskning framställes (1859) och Pedagogiska iakttagelser under en utländsk resa sommaren 1862 (1863). Han är begravd på Norra begravningsplatsen utanför Stockholm.